# Памятник Амет-Хану Султану (Симферополь)
Памятник Амет-Хану Султану (крымскотат. Amet-Han Sultan eykeli, Амет-Хан Султан эйкели) — памятник дважды Герою Советского Союза, заслуженному лётчику-испытателю СССР подполковнику Амет-Хану Султану (1920—1971). Расположен в Киевском районе Симферополя. Приуроченный к 100-летию со дня рождения летчика.

## Предыстория
В 2000 году площадь у Центрального рынка в Симферополе получила имя Амет-Хана Султана.
В декабре 2008 года исполком Симферопольского горсовета принял решение о сооружении памятника Амет-Хану Султану в городе.
В апреле 2009 года городские власти объявили открытый архитектурный и градостроительный конкурс на разработку эскизного проекта будущего памятника. Его победителем был признан проект мемориального комплекса за авторством Заремы Нагаевой, Ибрагима-Герея Нагаева и Айдера Бекирова. Согласно проекту, мемориальный комплекс разместится посреди площади, названной в честь героя.
В 2015 году эскизный проект Заремы Нагаевой вновь обсуждался и получил одобрение на заседании градостроительного совета при заместителе главы городской администрации.

## Конфликтная ситуация
В мае 2019 года было объявлено о том, что памятник будет открыт к 100-летию со дня рождения героя. Однако речь шла о новом памятнике Айдера Алиева.
В феврале 2020 года стало известно, что городские власти решили изменить и место установки памятника, выделив для этой цели участок в примыкающем к площади Амет-Хана Султана сквере между переулком Пионерским и проспектом Кирова. Об этом было объявлено на совместном мероприятии, участие в котором приняли глава администрации города Елена Проценко, депутат Госдумы Руслан Бальбек и члены Совета крымских татар при главе Республики Крым. Решение об изменении места и изменения памятника обеспокоило общественность. Общественники написали обращение на имя руководства республики и властей Симферополя. Его подписали, в частности, профессор КФУ Айдер Меметов, доцент КФУ Шевкет Юнусов, композитор Февзи Алиев.

## История создания

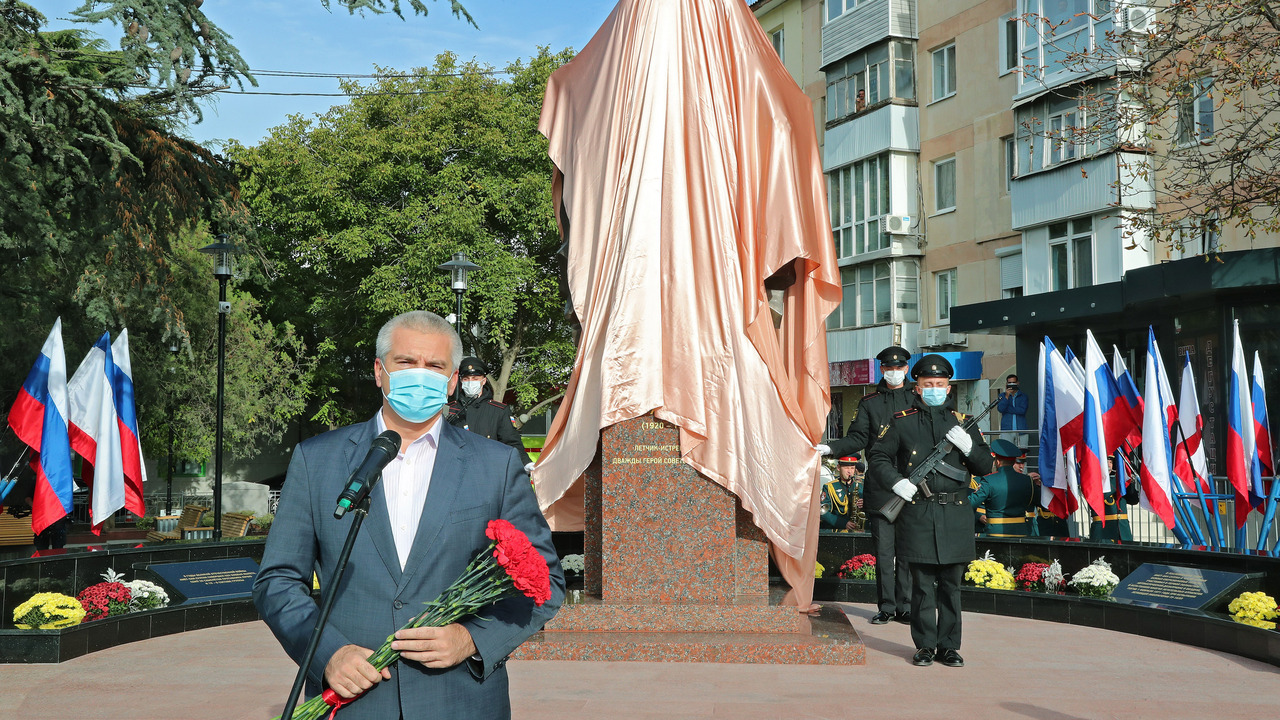
Глава Крыма С. Аксёнов на открытии памятника

По инициативе крымскотатарской общественности совместно с администрацией города Симферополя было отправлено обращение в Российское военно-историческое общество с инициативой установки памятника летчику-истребителю, посвященному 100-летию со дня рождения дважды героя СССР. По итогам конкурса, проводимого администрацией города Симферополя, воплотил образ героя в бронзе местный художник-скульптор Айдер Алиев. Памятник установлен Российским военно-историческим обществом. Благоустройство прилегающей территории выполнено благодаря сотрудничеству местных властей и инвесторов. На открытии выступил Глава Республики Крым Сергей Аксёнов.

## Описание
Проект памятника был создан скульптором Айдером Алиевым. Высота бронзовой фигуры — 3 метра, а гранитного постамента — 2,2 метра. Памятник Амет-Хану Султану стал украшением крымской столицы и символом мужества и славы прославленного летчика-испытателя. Памятник находится на пересечении пер. Пионерского и проспекта Кирова рядом с площадью Амет-Хана Султана.